# Муруев, Юрий Фролович
Юрий Фролович Муруев (род. 28 июля 1948, с. Иволга, Бурятская АССР) — советский и российский артист балета. Народный артист РСФСР (1991).

## Биография
В 1967 году окончил Бурятское республиканское хореографическое училище, затем год проходил стажировку в Ленинградском академическом хореографическом училище им. А. Я. Вагановой в классе А. И. Пушкина. В 1968 году был зачислен в балетную труппу Бурятского государственного театра оперы и балета. Спустя два года исполнил партию графа Альберта в балете А. Адана «Жизель». Наставником Муруева был Народный артист РСФСР П. Т. Абашеев.
Выступая на сцене Бурятского театра оперы и балета, Юрий Муруев получил известность как отличный исполнитель ролей классического репертуара. Среди исполненных им партий: Зигфрид, Альберт, Колен, Базиль, Вацлав, Ромео, Пер-Гюнт, Тореро, Адам, Федерико, Солор, Давид, Гал-Нурман-хан, Чёрный Вихрь. Он стал лауреатом Всесоюзного конкурса артистов балета и лауреатом XI Всемирного фестиваля молодежи и студентов в Гаване 1978 года. Принимал участие в фестивале дружбы в МНР, Днях литературы и искусства Бурятии в Москве, Всесоюзном фестивале творческой молодежи в Минске. Вместе с  Екатериной Самбуевой гастролировал за рубежом. 
Позднее Юрий Муруев стал доцентом ВСГАКИ и преподавателем классического и дуэтно-классического танца Бурятского республиканского хореографического колледжа имени Ларисы Сахьяновой и Петра Абашеева.

## Семья
Жена — народная артистка Бурятской АССР Татьяна Муруева. Их сын Денис Муруев также стал артистом балета.

## Награды
- Народный артист РСФСР (1991)[2].
- Заслуженный артист РСФСР (1984)[2].
- Народный артист Бурятской АССР (1979)[2].
- Почётная грамота Главы Республики Тыва (2022)[3].
- Лауреат Государственной премии Республики Бурятия[2].
- Лауреат премии Комсомола Бурятии[2].
- Дипломант Всесоюзного конкурса артистов балета[2].
- Лауреат XI Всемирного фестиваля молодежи и студентов в Гаване[2].
- Значок Министерства культуры СССР «За отличную работу»[2].